# Silnik wysokoprężny z wtryskiem bezpośrednim
Silnik wysokoprężny z wtryskiem bezpośrednim to tłokowy silnik spalinowy, konstrukcyjna odmiana silnika wysokoprężnego w którym paliwo jest podawane bezpośrednio do cylindra. 

Inna równoznaczna nazwa (rzadko już spotykana) to silnik z niedzieloną komorą spalania.

## Opis
W silnikach tych kształt denka tłoka jest dobrany dla uzyskania takiego zawirowania sprężonego powietrza, aby w możliwie krótkim czasie doszło do odparowania i samozapłonu  wtryskiwanej dawki paliwa. Powstające gazy spalinowe działając na tłok oddają mu swoją energię (suw pracy) dając w efekcie pracę użyteczną. Dla poprawy zawirowania większość silników ma strugę paliwa wtryskiwaną do dokładnie dobranego zagłębienia w denku tłoka. Silnik taki może pracować zarówno w obiegu (cyklu) dwusuwowym (niemal wyłącznie silniki o dużej pojemności z cylindra i niskich obrotach pracy - zob. silnik wodzikowy, niektóre silniki do spalinowozów np. ST44, powszechnie w dużych silnikach okrętowych), jak i czterosuwowym.
Silniki z wtryskiem bezpośrednim cechują się zaletami takimi jak:
- niskimi stratami cieplnymi
- niskim jednostkowym zużyciem paliwa
- możliwością uzyskania dużych mocy jednostkowych (po doładowaniu)
- łatwiejszym spełnieniem ostrych norm ekologicznych.

Posiadają też i wady takie jak:
- wysokie wartości ciśnienia maksymalne obiegu (stosunkowo duża masa silnika)
- "twarda" praca silnika (głośność)
- wolniejsza reakcja na "dodanie gazu"
- większe wymagania w zakresie paliwa (liczba cetanowa)

Wady te można (w większości) usunąć poprzez zastosowanie nowych technologii zasilania, opartych na pompowtryskiwaczach i systemie common rail.  Ponieważ Pe rośnie szybciej niż ciśnienie maksymalne obiegu w czasie doładowania - szeroko w tych silnikach wykorzystuje się układy doładowania, co wydatnie przyczynia się do zmniejszenia masy jednostkowej silnika. Niskie jednostkowe zużycie paliwa sprawia, iż silnik wysokoprężny z wtryskiem bezpośrednim odgrywa coraz większą rolę jako silnik trakcyjny do napędu pojazdów. O ile kiedyś był stosowany (z założenia) w ciężkim transporcie drogowym i kolejnictwie, tak obecnie jest powszechnie stosowany też w samochodach dostawczych i osobowych. 